# Tituly a vyznamenání Hasana II.

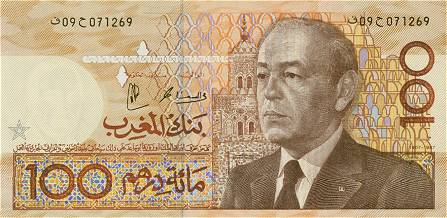
Hasan II. na bankovce v hodnotě 100 marockých dirhamů

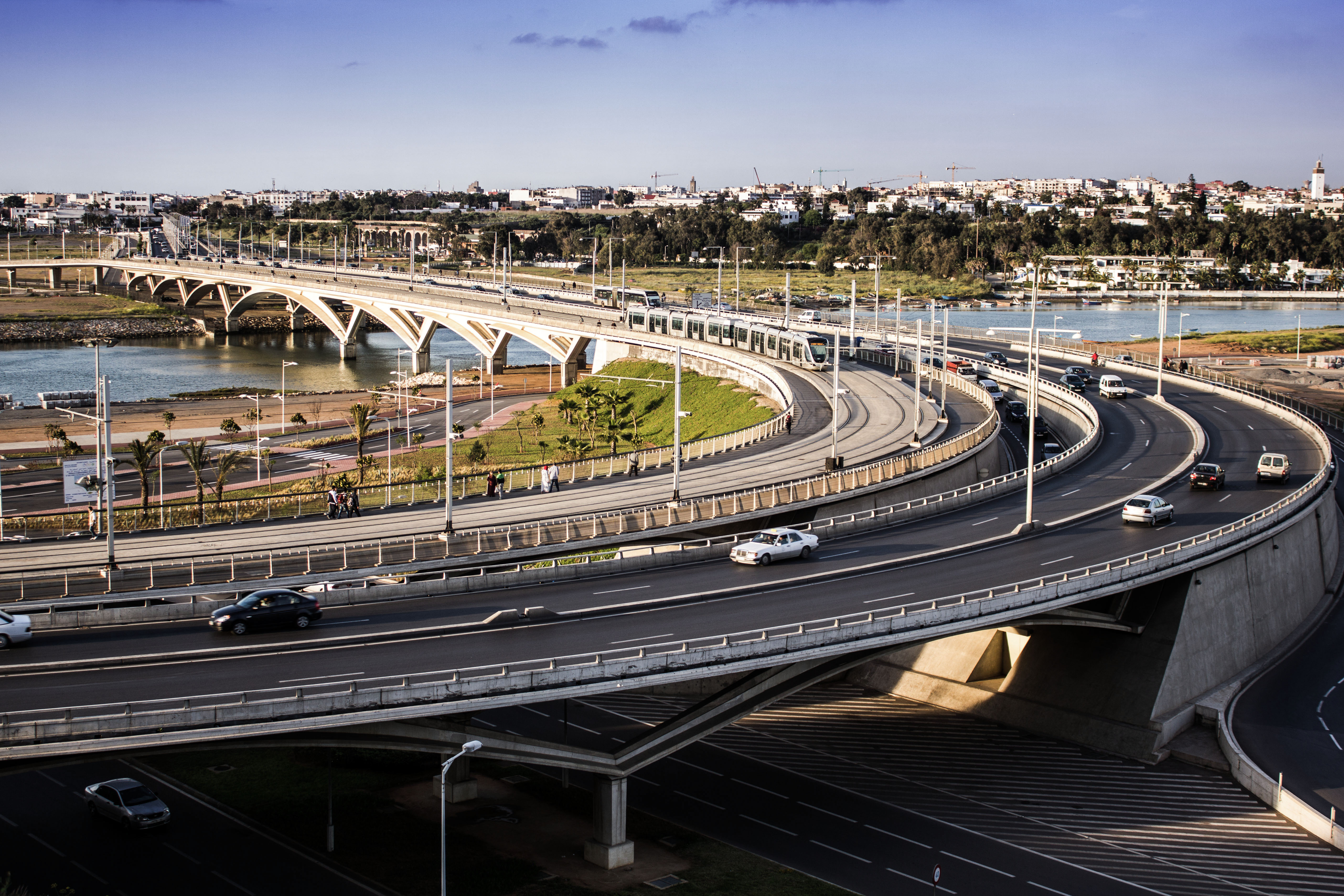
Most Hasana II. v Rabatu

Hasan II., marocký král, obdržel během svého života řadu národních i zahraničních titulů a vyznamenání. Během své vlády v letech 1961 až 1999 byl také nejvyšším představitelem marockých řádů.

## Tituly
Plné jméno Hasana II. (arabsky: الحسن الثاني, (a)l-ḥasan aṯ-ṯānī) bylo al-Hasan ibn Muhammad ibn Júsuf al-Alawí (arabsky: الحسن بن محمد بن يوسف العلوي).
- 26. února 1961 – 23. července 1999 Jeho Veličenstvo marocký král

## Vyznamenání

### Marocká vyznamenání
Během své vlády jako marocký král byl od 26. února 1961 do 23. července 1999 velmistrem marockých řádů:
- Řád Muhammada
- Řád trůnu
- Řád nezávislosti
- Řád Ouissam Alaouite
- Řád věrnosti
- Řád za vojenské zásluhy
- Národní řád za zásluhy
- Národní řád prosperity
- Řád práce
- Řád horlivosti
- Řád za záchranu života
- Řád za sportovní zásluhy

### Zahraniční vyznamenání
- Bahrajn
  -  velkokříž Řádu Ál Chalífy
- Belgie
  -  velkostuha Řádu Leopolda[1]
- Dánsko
  -  rytíř Řádu slona – 15. února 1988
- Egypt
  -  velkostuha Řádu Nilu – 1958
  -  velkostuha s řetězem  Řádu Nilu[1]
- Francie
  -  velkokříž Řádu čestné legie[1]
- Irák
  -  velkostuha Řádu dvou řek[1]
- Írán
  -  řádový řetěz Řádu Pahlaví – 11. června 1966[1]
- Itálie
  -  velkokříž s řetězem Řádu zásluh o Italskou republiku – 25. listopadu 1961
- Jordánsko
  -  řetěz Řádu al-Husajna bin Alího[1]
- Jugoslávie
  -  Řád jugoslávské hvězdy – 1. dubna 1961[1]
- Kambodža
  -  velkokříž Královského řádu Kambodže[1]
- Katar
  - Řetěz nezávislosti
- Kuvajt
  -  řetěz Řádu Mubáraka Velikého[1]
- Libanon
  -  speciální třída Řádu za zásluhy
- Libye
  -  velkostuha s řetězem Řádu Idrise I. – 1965[1]
- Mali
  -  velkokříž Národního řádu Mali[1]
- Mauritánie
  -  velkostuha Národního řádu za zásluhy[1]
- Německo
  -  velkokříž speciální třídy Záslužného řádu Spolkové republiky Německo[1]
- Nizozemsko
  -  velkokříž Řádu nizozemského lva[1]
- Omán
  -  Řád Ománu
- Pákistán
  -  velkostuha Řádu Pákistánu[1]
- Portugalsko
  -  velkokříž s řetězem Řádu svatého Jakuba od meče – 25. srpna 1994[2]
  -  velkokříž s řetězem Řádu prince Jindřicha – 18. února 1994[2]
- Rakousko
  -  velkohvězda Čestného odznaku Za zásluhy o Rakouskou republiku[1]
- Řecko
  -  velkokříž Řádu Spasitele[1]
- Saúdská Arábie
  -  Řád krále Abd al-Azíze I. třídy
- Spojené arabské emiráty
  -  řetěz Řádu federace
- Spojené království
  -  Královský Viktoriin řetěz
  -  čestný rytíř velkokříže Řádu lázně – 27. října 1980[3][4]
- Súdán
  -  velký řetěz Řádu cti
- Sýrie
  -  Řád Umajjovců
- Španělsko
  -  velkokříž s řetězem Řádu Karla III. – 2. června 1979 – udělil král Juan Carlos I.[5]
  -  velkokříž s řetězem Řádu Alfonse X. Moudrého – 22. září 1989 – udělil král Juan Carlos I.[6]
- Tunisko
  -  velkostuha s řetězem Řádu 7. listopadu
  -  velkostuha Řádu republiky

### Další ocenění
V červenci 2000 byla na jeho počest vydána v Izraeli poštovní známka o nominální hodnotě 4,4 šekelů.

## Akademické tituly

### Doctor honoris causa
- Káhirská univerzita
- Univerzita v Bordeaux
- Univerzita Šejka Anta Diopa v Dakaru – 1964[8]
- Georgetownská univerzita

## Eponyma
- Univerzita Hasana II. v Casablance
- Mešita Hasana II.
- Most Hasana II. v Rabatu